# 김도연 (2003년 배우)
김도연(2003년 3월 27일~)은 대한민국의 배우이다. 

### 드라마
- 2017년 KBS1 추석특집극 《언제나 해피엔딩》
- 2018년 TV조선 단막극 《노춘예찬》